# Vjačeslav Ivanenko
Vjačeslav Ivanovič Ivanenko (Kemerovo, 3 marzo 1961) è un ex marciatore sovietico, specializzato nella 50 km.

## Biografia
Nato con il nome di Вячеслав Иванович Иваненко, ai Giochi della XXIV Olimpiade vinse l'oro nei 50 km di marcia ottenendo un tempo migliore del tedesco Ronald Weigel (medaglia d'argento) e del tedesco Hartwig Gauder.

## Palmarès
| Anno | Manifestazione  | Sede      | Evento          | Risultato | Prestazione | Note            |
| ---- | --------------- | --------- | --------------- | --------- | ----------- | --------------- |
| 1986 | Europei         | Stoccarda | 50 km di marcia | Argento   | 3h41'54"    |                 |
| 1987 | Mondiali        | Roma      | 50 km di marcia | Bronzo    | 3h44'02"    |                 |
| 1988 | Giochi olimpici | Seul      | 50 km di marcia | Oro       | 3h38'29"    | Record olimpico |
| 1989 | Europei indoor  | L'Aia     | 5 km di marcia  | 7º        | 20'11"32    |                 |

## Altre competizioni internazionali
1987
- 4º in Coppa del mondo di marcia ( New York), marcia 50 km - 3h44'02"